# Kakemetre
Kakemetre was een oud-Egyptische koning (farao) in de tweede tussenperiode. Hij geldt als tweeëntwintigste heerser van de 14e dynastie en regeerde in de 17e eeuw v.Chr.
Kakemetre was de opvolger van een farao waarvan de naam niet helemaal bekend is, Sekhem...re, en werd opgevolgd door Neferibre.

## Bron
- Narmer.pl